# Dessinateur opérationnel
Un dessinateur opérationnel, parfois surnommé croqueur de feu, est un pompier dont la mission est de réaliser, pendant une intervention, un croquis en trois dimensions du sinistre (incendie, etc.) afin de faciliter la prise de décision du commandement des opérations de secours (COS). Cette fonction a officiellement émergé à la brigade de sapeurs-pompiers de Paris au début des années 2010.

## Historique
Il existe depuis au moins le XIXe siècle des croquis d'incendies, réalisés a posteriori pour illustrer les rapports d'intervention de la brigade de sapeurs-pompiers de Paris (BSPP) ; ils sont conservés au sein des archives patrimoniales de la BSPP.
La réalisation de croquis opérationnels, c'est-à-dire directement utiles aux opérations de secours, apparaît progressivement au sein de la BSPP à partir des années 1960. D'abord comme outil utile aux retours d'expérience (RETEX) à l'issue d'un sinistre, puis directement pendant le sinistre, pour aider le commandement des opérations de secours (COS) à prendre des décisions opérationnelles.
L'émergence de cette fonction est étroitement liée aux activités d'un civil au sein de la BSPP : René Dosne, dessinateur passionné de pompiers depuis son enfance, après un service militaire au sein de la BSPP en 1965, y travaille sans y être employé et sans statut officiel, en parallèle d'une carrière libérale de graphiste, pour réaliser des illustrations du personnel, des incendies, etc., notamment à destination de la revue de la BSPP Allô Dix-Huit. Il réalise peu à peu des croquis en trois dimensions des sinistres, a posteriori, puis pendant les sinistres de grande ampleur afin d'aider le COS à décider des manœuvres que devront effectuer les sapeurs-pompiers (évacuation, attaque du feu, etc.). En 2003, il est officiellement rattaché à la BSPP comme réserviste, avec une solde et un véhicule de fonction, au grade de lieutenant-colonel,.
En prévision du départ à la retraite prochain de René Dosne, la BSPP crée en 2009 ou 2010 (selon les sources) la fonction officielle de dessinateur opération (DO), conçoit un règlement afférent, et organise la formation de nouveaux DO par le fondateur de la discipline,. L'institutionnalisation de la fonction occasionne une multiplication de l'usage de la dizaine de dessinateurs opérationnels de la BSPP, passant d'une quarantaine de sorties par an pour le seul René Dosne à environ 200 sorties en 2010 et plus de 500 sorties en 2016 ou 2021. Les DO ont également un rôle post-opérationnel, dans la conception de retours d'expérience (RETEX), l'entraînement des sapeurs, etc..
Le croquis opérationnel, en trois dimensions, vient compléter la SITAC (pour « situation tactique »), schéma réalisé en deux dimensions et à la charte graphique plus contraignante, qui est l'un des outils jusque-là utilisés par le commandement des opérations de secours.
Dans les années 2010, plusieurs services départementaux d'incendie et de secours (SDIS) mettent en œuvre des dessinateurs opérationnels, parfois formés par René Dosne,. En 2020, le croquis opérationnel est intégré au guide de doctrine opérationnelle (GDO) de la Direction générale de la Sécurité civile et de la gestion des crises (DGSCGC),.

## Pré-requis
À la BSPP, pour être pertinent dans ses croquis, le dessinateur opérationnel doit avoir expérimenté le commandement des opérations de secours, aussi le grade de chef de garde est requis, ainsi qu'une expérience de quinze ans. Les qualités requises sont des compétences graphiques, un esprit de synthèse et une capacité à agir dans l'urgence, le DO n'ayant qu'une dizaine ou une quinzaine de minutes pour analyser la situation, l'architecture des bâtiments et réaliser son croquis.

## Mission
Le dessinateur opérationnel est dépêché sur les lieux d'un sinistre d'ampleur avec un véhicule léger. Sur place, il dispose d'une dizaine ou d'une quinzaine de minutes pour repérer la disposition des lieux et la morphologie du sinistre. Il utilise des feutres de couleur et un tableau blanc, ou bien des feuilles de papier, pour représenter en trois dimensions, à l'aide d'une charte graphique, le sinistre (incendie, accident ferroviaire, etc.) dans son contexte, en ne faisant ressortir que les éléments utiles à la prise de décision du commandement des opérations de secours : emplacement du foyer et directions de sa propagation, structure du bâtiment, localisation des cages d'escaliers, accès, gaines techniques et particularités du bâtiment, etc.,,.